# Your Latest Trick
"Your Latest Trick" – utwór brytyjskiego zespołu Dire Straits. Jest to piąty singel z albumu zatytułowanego Brothers in Arms. Twórcą tekstu piosenki jest Mark Knopfler. Początek piosenki grany na saksofonie jest często używany, gdy ludzie chcą wypróbować instrument w sklepie muzycznym.

## Notowania
W 1986 roku utwór zajął 6. miejsce na liście irlandzkiej.